# Kiss Him, Not Me!
Kiss Him, Not Me! (私がモテてどうすんだ?, Watashi ga motete dōsunda, lett. "Cosa faccio ora che sono popolare?") è un manga shōjo scritto e disegnato da Junko, serializzato sul Bessatsu Friend di Kōdansha dal 13 aprile 2013 al 13 febbraio 2018. Un adattamento anime, prodotto da Brain's Base, è stato trasmesso in Giappone tra il 6 ottobre e il 22 dicembre 2016. In Italia i diritti del manga sono stati acquistati da RW Edizioni per Goen.

## Trama
Kae è una fujoshi, ovvero un'otaku che ama tutto ciò che riguarda il mondo yaoi ed a cui piace fare fantasie a sfondo omosessuale su coppie di ragazzi anche nel mondo reale. Dopo che il suo personaggio preferito di un anime viene ucciso, provata dallo shock si rinchiude in camera sua, per poi uscirne solo due settimane dopo completamente trasformata: da grassa e goffa ragazza, si trasforma in una bellissima e magra fanciulla. Tornata a scuola, quattro bei ragazzi, ed in seguito anche una ragazza, iniziano ad essere attratti da lei, competendo per guadagnarsi il suo affetto. Tuttavia Kae, non è interessata a nessuno di loro, preferendo vedere i suoi spasimanti maschi farsela tra di loro.

## Personaggi

I personaggi nell'anime (da sinistra verso destra): in prima fila Hayato, Shima, Kae e Nozomu; in seconda fila Asuma e Yūsuke

### Personaggi principali
Kae Serinuma (芹沼 花依?, Serinuma Kae)
Doppiata da: Kana Hanazawa (drama-CD), Yū Kobayashi (anime)
Un'otaku e fujoshi al secondo anno di liceo che fa parte del club di storia. Sebbene inizialmente sia sovrappeso e non abbia nessun amico ad eccezione della sua compagna di classe Amane, dopo aver passato una settimana di depressione a casa senza mangiare niente per via della morte del suo personaggio fittizio preferito Shion, diventa magra e attraente, tanto da attirare le attenzioni di quattro pretendenti contemporaneamente. Sulle prime non è interessata a nessuno di loro, anche se col proseguire degli eventi non mantiene un atteggiamento indifferente nei loro confronti. Gentile, allegra ed esuberante, tende ad andare d'accordo con chiunque. Durante i Comiket è talmente eccitata dall'evento da sprizzare energia da tutti i pori (Amane la soprannomina scherzosamente "energia moe"), sfiancando allo stesso tempo i suoi spasimanti. Alla fine del manga sceglierà Asuma, e deciderà di trasferirsi a Kyoto per studiare nella sua stessa università, e con cui sette anni dopo si sposerà e avrà un figlio.
Yūsuke Igarashi (五十嵐 祐輔?, Igarashi Yūsuke)
Doppiato da: Yoshimasa Hosoya (drama-CD), Yūki Ono (anime)
Un compagno di classe di Kae, molto popolare e affidabile, che fa parte del club di calcio. Secondo Kae formerebbe una splendida coppia con l'amico d'infanzia Nozomu, relazione da lei sostenuta fortemente e soprannominata 5x7 (per via del primo carattere che forma i loro cognomi, corrispondente rispettivamente al cinque 五? e al sette 七?). Quando Kae ingrassa nuovamente, inizia a chiedersi se si sia innamorato veramente di lei oppure sia solo attratto dal suo aspetto fisico, ma successivamente capisce che i suoi sentimenti sono reali e non superficiali.
Nozomu Nanashima (七島 希?, Nanashima Nozomu)
Doppiato da: Tatsuhisa Suzuki (drama-CD), Keisuke Kōmoto (anime)
Un compagno di classe di Kae dalle tendenze tsundere. Miglior amico di Yūsuke, diventa nelle fantasie di Kae il suo partner nella cosiddetta relazione 5x7. In passato giocava spesso a calcio, ma dopo un incidente con Yūsuke ha perso confidenza in se stesso. Secondo Kae, il suo aspetto assomiglia fortemente a quello del suo personaggio preferito Shion. Ha una sorella minore di nome Kirari ed è molto bravo nelle faccende domestiche. Nonostante qualche insicurezza, più tardi ammetterà di trovare Kae divertente.
Hayato Shinomiya (四ノ宮 隼人?, Shinomiya Hayato)
Doppiato da: Hiroshi Kamiya (drama-CD), Yoshitsugu Matsuoka (anime)
Un primino dall'atteggiamento arrogante, che dopo il cambiamento fisico di Kae cade ai suoi piedi. Più piccolo sia d'età sia di statura rispetto agli altri pretendenti, sa di partire in svantaggio nella conquista in amore di Kae, ma non per questo si dà già per vinto. È piuttosto goffo, ma grazie a ciò finisce spesso col volto nel petto di Kae.
Asuma Mutsumi (六見 遊馬?, Mutsumi Asuma)
Doppiato da: Takahiro Sakurai (drama-CD), Nobunaga Shimazaki da adulto, Shiho Kokido da bambino (anime)
Uno studente del terzo anno che ricopre il ruolo di presidente nel club di storia. È l'unica persona, oltre ad A-chan, ad aver rivolto la parola a Kae prima del suo cambiamento fisico senza mostrare alcun pregiudizio. Di natura gentile e pacata, talvolta sa anche essere più aggressivo quando vede qualcuno provarci con Kae. In alcuni momenti appare particolarmente svampito. Ha paura del buio, siccome quand'era piccolo suo fratello maggiore lo rinchiuse nel magazzino della casa di campagna del loro nonno. Quando Asuma capisce di provare qualcosa per Kae, cioè alla fine dell'anime, sarà proprio lui a fare in modo che tutti si dichiarino a lei. Alla fine del manga si trasferirà a Kyoto per frequentare l’università, e verrà scelto da Kae tra i vari pretendenti, con cui si sposerà e avrà un figlio.
Shima Nishina (二科 志麻?, Nishina Shima)
Doppiata da: Chinatsu Akasaki (drama-CD), Miyuki Sawashiro (anime)
Una studentessa maschiaccio del primo anno che si unisce ai pretendenti di Kae più avanti nella storia. Erede di una famiglia ricca, è portata sia per lo sport sia per il disegno, tanto da avere un proprio circolo dōjin; proprio per questo motivo, essendo pure una fujoshi, è considerata dagli altri la peggior minaccia nel gruppo. Nei confronti dei quattro ragazzi mostra un atteggiamento ambiguo, ma è piuttosto chiaro in varie occasioni che si prende gioco di loro. Più tardi si scopre che prima del suo debutto come artista dōjin al Comiket, era riuscita a ritrovare la motivazione per continuare a disegnare grazie a Kae. Tuttavia, dopo il suo drastico cambiamento fisico non la trovava più per ringraziarla, finché un giorno finalmente la riconobbe.

### Altri personaggi
Amane Nakano (中野 あまね?, Nakano Amane)
Doppiata da: Asami Seto (drama-CD), Asami Shimoda (anime)
Un'amica e compagna di classe di Kae, anche lei otaku e fujoshi. Soprannominata A-chan, non è d'accordo con l'abbinamento di Kae 5x7, preferendo l'ordine 7x5 (stabilendo Nozomu come seme e Yūsuke come uke). Più matura di Kae in fatto di relazioni sentimentali, ha anche un maggiore autocontrollo sulle sue ossessioni e fantasie yaoi.
Takurō Serinuma (芹沼 拓郎?, Serinuma Takurō)
Doppiato da: Nobuhiko Okamoto (drama-CD), Takahiro Mizushima (anime)
Il fratello maggiore di Kae. Tratta sempre male Kae, ma in fondo le vuole bene.
Kazuma Mutsumi (六見 一馬?, Mutsumi Kazuma)
Doppiato da: Jun'ichi Suwabe (drama-CD), Yūichi Nakamura da adulto, Saki Nitta da bambino (anime)
Il fratello maggiore di Asuma. Flirta sempre con tutti, non importa se uomini o donne.
Mitsuko Serinuma (芹沼 みつこ?, Serinuma Mitsuko)
Doppiata da: Miki Narahashi (drama-CD), Yū Sugimoto (anime)
La madre di Kae. Da giovane, proprio come sua figlia, era circondata dalle attenzioni di parecchi ragazzi.
Hideo Serinuma (芹沼 英男?, Serinuma Hideo)
Il padre di Kae. Molto protettivo nei confronti della figlia, non è a casa quasi mai a causa del suo lavoro.
Takeru Mitsuboshi (三星 建?, Mitsuboshi Takeru)
Doppiato da: Shōta Aoi (anime)
Un seiyū amico d'infanzia di Kae; si ritrovano dopo molto tempo che non si vedevano. Doppia il personaggio preferito di Kae in Kachu Rabu. Anche lui prova qualcosa per la protagonista.
Kirari Nanashima (七島 光?, Nanashima Kirari)
Doppiata da: Sayuri Yahagi (anime)
La sorella minore di Nozomu. Vuole molto bene a suo fratello ed è una grande appassionata dell'anime Puri Puri Moon.

## Media

### Manga

Logo della serie

Il manga, scritto e disegnato da Junko, è stato serializzato sulla rivista Bessatsu Friend di Kōdansha tra il 13 aprile 2013 e il 13 febbraio 2018. Il primo volume tankōbon è stato pubblicato l'11 ottobre 2013 e al 13 febbraio 2018 ne sono stati messi in vendita in tutto quattordici. In Italia la serie è stata pubblicata da Goen dal 5 maggio 2017 al 14 maggio 2021, mentre negli Stati Uniti i diritti sono stati acquistati da Kodansha Comics USA.

#### Volumi
| Nº | Data di prima pubblicazione                | Data di prima pubblicazione                                                 | Data di prima pubblicazione | Data di prima pubblicazione |
| Nº | Giapponese                                 | Giapponese                                                                  | Italiano                    | Italiano                    |
| -- | ------------------------------------------ | --------------------------------------------------------------------------- | --------------------------- | --------------------------- |
| 1  | 11 ottobre 2013                            | ISBN 978-4-06-341879-8                                                      | 5 maggio 2017               | ISBN 978-88-6712-705-4      |
| 2  | 13 febbraio 2014                           | ISBN 978-4-06-341903-0                                                      | 2 settembre 2017            | ISBN 978-88-6712-739-9      |
| 3  | 13 giugno 2014                             | ISBN 978-4-06-341919-1                                                      | 6 gennaio 2018              | ISBN 978-88-6712-743-6      |
| 4  | 12 settembre 2014                          | ISBN 978-4-06-341939-9                                                      | 18 aprile 2020              | ISBN 978-88-6712-765-8      |
| 5  | 13 gennaio 2015 (ed. regolare & speciale)  | ISBN 978-4-06-341960-3 (ed. regolare) ISBN 978-4-06-358741-8 (ed. speciale) | 18 aprile 2020              | ISBN 978-88-6712-793-1      |
| 6  | 12 giugno 2015                             | ISBN 978-4-06-341988-7                                                      | 25 luglio 2020              | ISBN 978-88-6712-843-3      |
| 7  | 13 ottobre 2015 (ed. regolare & speciale)  | ISBN 978-4-06-392010-9 (ed. regolare) ISBN 978-4-06-358772-2 (ed. speciale) | 14 settembre 2020           | ISBN 978-88-6712-933-1      |
| 8  | 11 marzo 2016 (ed. regolare & speciale)    | ISBN 978-4-06-392030-7 (ed. regolare) ISBN 978-4-06-362325-3 (ed. speciale) | 31 ottobre 2020             | ISBN 978-88-6712-979-9      |
| 9  | 13 luglio 2016 (ed. regolare & speciale)   | ISBN 978-4-06-392050-5 (ed. regolare) ISBN 978-4-06-362332-1 (ed. speciale) | 21 dicembre 2020            | ISBN 978-88-6712-980-5      |
| 10 | 13 ottobre 2016                            | ISBN 978-4-06-392081-9                                                      | 12 marzo 2021               | ISBN 978-88-9284-045-4      |
| 11 | 13 gennaio 2017                            | ISBN 978-4-06-392098-7                                                      | 12 marzo 2021               | ISBN 978-88-9284-054-6      |
| 12 | 13 giugno 2017                             | ISBN 978-4-06-392118-2                                                      | 26 marzo 2021               | ISBN 978-88-9284-068-3      |
| 13 | 13 novembre 2017 (ed. regolare & speciale) | ISBN 978-4-06-510393-7 (ed. regolare) ISBN 978-4-06-397052-4 (ed. speciale) | 30 aprile 2021              | ISBN 978-88-9284-073-7      |
| 14 | 13 marzo 2018 (ed. regolare & speciale)    | ISBN 978-4-06-511050-8 (ed. regolare) ISBN 978-4-06-511423-0 (ed. speciale) | 14 maggio 2021              | ISBN 978-88-9284-095-9      |

### Anime
Annunciato sul numero di aprile 2016 del Bessatsu Friend di Kōdansha, un adattamento anime, prodotto da Brain's Base e diretto da Hiroshi Ishiodori, è andato in onda dal 6 ottobre al 22 dicembre 2016. Le sigle di apertura e chiusura sono rispettivamente Prince×Prince dei From4to7 (gruppo formato dai doppiatori Yūki Ono, Keisuke Kōmoto, Yoshitsugu Matsuoka e Nobunaga Shimazaki) e Dokidoki no kaze (ドキドキの風? lett. "Il battito del vento") di Rie Murakawa. In varie parti del mondo gli episodi sono stati trasmessi in streaming, in contemporanea col Giappone, da Crunchyroll. Nel Regno Unito, invece, i diritti sono stati acquistati dalla Anime Limited.

#### Episodi
| Nº | Titolo italiano (traduzione letterale) Giapponese 「Kanji」 - Rōmaji                                                              | In onda          | In onda |
| Nº | Titolo italiano (traduzione letterale) Giapponese 「Kanji」 - Rōmaji                                                              | Giapponese       |         |
| 1  | Ce la posso fare? Un otome game nella realtà 「できるかな？リアル乙女ゲー」 - Dekiru ka na? Riaru otome gē                        | 6 ottobre 2016   |         |
| 2  | La strana stanza e i quattro liceali 「不思議なお部屋と4人のDK（男子高校生）」 - Fushigi na oheya to 4-nin no DK (danshi kōkōsei) | 13 ottobre 2016  |         |
| 3  | Un autunno dal cielo limpido e azzurro e la ragazza appassionata 「天高く乙女萌ゆる秋」 - Tentakaku otome moyuru aki              | 20 ottobre 2016  |         |
| 4  | Natale nella Terra santa 「クリスマスは聖地で♥」 - Kurisumasu wa seichi de                                                        | 27 ottobre 2016  |         |
| 5  | Cosa dovrei fare, sono tornata normale 「元に戻ってどうすんだ」 - Moto ni modotte dōsunda                                         | 3 novembre 2016  |         |
| 6  | Lo scoppio della guerra di accoppiamento! 「カップリング戦争勃発！」 - Kappuringu sensō boppatsu!                                 | 10 novembre 2016 |         |
| 7  | Viaggio nella Terra santa di Kachu Rabu 「聖地巡礼かちゅ☆らぶの旅」 - Seichi junrei Kachu Rabu no tabi                            | 17 novembre 2016 |         |
| 8  | Sono in svantaggio 「俺はアドバンテージ・マイナス」 - Ore wa adobantēji mainasu                                                   | 24 novembre 2016 |         |
| 9  | Mare e costumi da bagno, è l'ora di fare sul serio! 「海だ水着だ本気出す！」 - Umi da mizugi da honki dasu!                       | 1º dicembre 2016 |         |
| 10 | L'invasione del fratello maggiore! 「兄☆襲来！」 - Ani shūrai!                                                                    | 8 dicembre 2016  |         |
| 11 | Partenza per il fronte!! Difendi il castello! 「いざ出陣！！城ガード！」 - Iza shutsujin!! Shiro gādo!                            | 15 dicembre 2016 |         |
| 12 | Cosa faccio ora che sono popolare? 「私がモテてどうすんだ」 - Watashi ga motete dōsunda                                           | 22 dicembre 2016 |         |

## Accoglienza
La serie ha vinto il quarantesimo Premio Kodansha per i manga come miglior manga shōjo, e ha ottenuto il quarto posto nel sondaggio "top 20 manga per lettrici" di Kono manga ga sugoi! 2015.